# Крестовоздвиженская церковь на Подоле
Крестовоздви́женская це́рковь на Подо́ле (укр. Хрестовоздвиженська церква) — православный храм в Киеве, сооружённый на Подоле в 1811—1848 годах с западной стороны Замковой горы на месте сгоревшей деревянной церкви. Храм был возведён по проекту архитектора Андрея Меленского на средства жителей Воздвиженской, Дегтярной и Кожемяцкой улиц.

## История
Первый Крестовоздвиженский храм в Киеве был возведён князем Мстиславом Галицким в начале XIII века над обрывом Старокиевской горы, возвышающейся над Подолом, там, где сейчас расположена знаменитая Андреевская церковь.

### Деревянный храм
На месте современного храма до 1811 года стояла деревянная приходская церковь Кожемяцкой слободы на каменном фундаменте с отдельно стоящей деревянной колокольней. Церковь была построена в 1746—1748 годах на средства жителей подольских урочищ Кожемяки и Гончары, — мещан Артема Трофимова Кожемяки, Андрея Боклажки, Никифора Коваленко и других прихожан, содержавших местный ремесленный цех, который являлся коллективным членом Киевского братства.
Церковь эта была трёхверхая и обладала характерными для эпохи барокко чертами — крестообразная в основании, с гранёной апсидой на востоке.

### Каменный храм
Деревянную церковь уничтожил подольский пожар 1811 года. В этом же году заложили новую, каменную церковь. Храм должен был состоять из двух этажей — нижний тёплый этаж был построен быстро и в нём разместилась церковь Архангела Михаила. Второй этаж начали строить только в 1823 году и освятили его в 1841 году во имя Воздвижения Святого Креста. В 1860-х годах церковь стала трёхнефной — с севера достроили Казанский придел, а с юга — Михайловский с папертью и двумя парадными лестницами.
В этом храме 18 мая 1891 года был крещён будущий писатель Михаил Булгаков. В 1984 году в церкви проводились реставрационные работы.